# Lucille!
Lucille! ist ein Jazzalbum des Jason Stein Quartet. Die am 16. und 17. März 2017 entstandenen Aufnahmen erschienen am 15. September 2017 auf Delmark Records.

## Hintergrund
Das nach seiner (bei Erscheinen des Albums) dreijährigen Tochter benannte Album nahm der Klarinettist Jason Stein mit zwei seiner langjährigen Freunde aus Chicago auf, mit Keefe Jackson (Tenorsaxophon und Kontrabassklarinette) und Joshua Abrams (Bass); hinzu kam der New Yorker Schlagzeuger Tom Rainey. Drei der Stücke stammen von Lennie Tristano, Lee Konitz und Warne Marsh – allesamt Stein-Favoriten. Ein weiteres Stück, „Little Rootie Tootie“, komponierte Thelonious Monk für seinen Sohn. „Roused About“ ist Robert Hursts Widmung an Monks langjährigen Saxophonisten Charlie Rouse. 
Lucille! ist das zweite Album des Quartetts nach The Story This Time, mit Keefe Jackson, Joshua Abrams und Frank Rosaly.

## Titelliste
- Jason Stein Quartet: Lucille! (Delmark Records)[1]

1. Marshmallow	(Warne Marsh, Billy Bauer) 4:06
2. Halls and Rooms (Jason Stein) 7:41
3. Little Rootie Tootie	(Thelonious Monk) 4:55
4. Wow (Lennie Tristano) 4:11
5. Roused About (Robert Hurst) 5:22
6. Dexterity	(Charlie Parker) 3:40
7. I Knew You Were (Jason Stein) 5:32
8. April	(Lennie Tristano, Billy Bauer) 6:54

## Rezeption

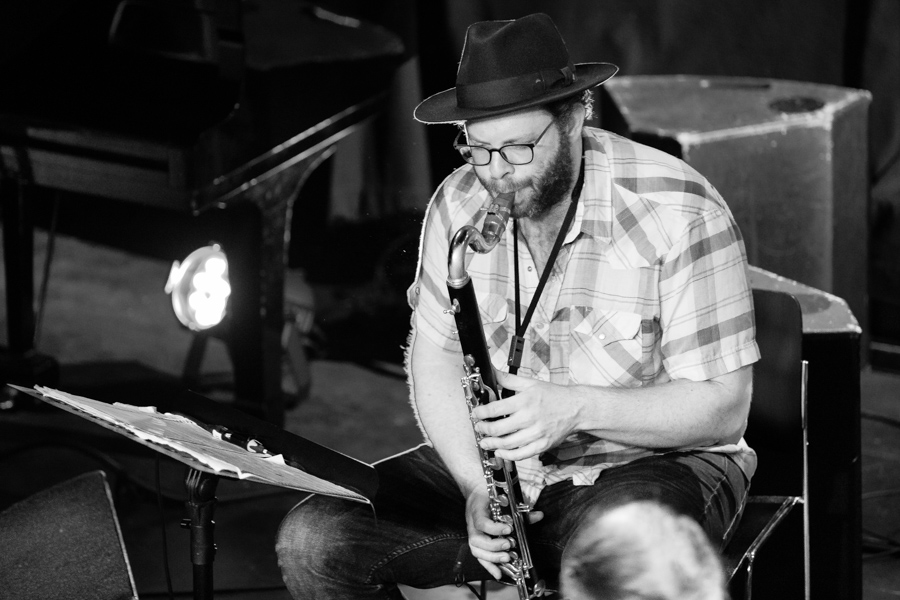
Jason Stein beim Kongsberg Jazzfestival 2019

Manche Hörer würden sofort davon ausgehen, dass Stein ein eigenwilliger Außenseiter sei, da sein einziges Instrument die Bassklarinette ist, meint Mark Corroto (All About Jazz). Zwar hätte man sich daran gewöhnt, dass Saxophonisten wie Eric Dolphy und David Murray zusätzlich die Bassklarinette spielen; doch Steins Konstanz gegenüber diesem einen Holzblasinstrument, ähnlich dem deutschen Rudi Mahall, sei eindeutig, doch der Klang des Instruments bestimme nicht seine Flugbahn. Stein gehe mit seinem Quartett einen unkonventionellen und eigenwilligen Weg, wie ihn auch Thelonious Monk und Lennie Tristano beschritten hätten.
Lloyd Sachs schrieb in JazzTimes, die Aufnahme des großartigen New Yorker Schlagzeugers Tom Rainey in das Quartett sorge sicherlich für einen erhebenden X-Faktor. Aber die anhaltende Spannung des Albums habe mehr mit der kühnen, unabhängigen Stimme zu tun, die Stein seinem Instrument verleihe, und mit der Fähigkeit, die Menschen um sich herum in seinen Bann zu ziehen. Sein Risikobewusstsein könne kraftvoll befreiend sein: Der Monk-Standard werde im vollen Free-Jazz-Modus gespielt; Charlie Parkers „Dexterity“ wurde mit seinen bahnbrechenden Unisono-Linien und dem vorwitzigen Kontrapunkt zu einem Bop-Experiment für Klarinetten.
Charlie Parkers „Dexterity“ sei unzählige Male gecovert worden, schrieb Aaron Cohen im Down Beat, aber man könne kaum glauben, dass irgendjemand den Bebop-Standard so interpretiert hat wie das Jason Stein Quartet auf Lucille!. Der Bassklarinettist scheine eine Menge Spaß dabei zu haben, die Höhenflüge des Stücks auf den weiteren Holzbläser zu übertragen. Wenn Keefe Jackson auf der noch tieferen und unhandlicheren Kontrabassklarinette mitspiele, gerate diese Kühnheit zum Triumph. Gegenüber dem Vorgängeralbum des Quartetts klängen die Ergebnisse energischer; diese Energie komme  bereits im ersten Stück des Albums zum Ausdruck, einer Neuinterpretation von Warne Marshs „Marshmallow“. Unheilvoll klingende Momente (in „Halls and Rooms“) trübten nicht die Überschwänglichkeit, die sich durch Lucille! ziehe.